# Bromheadia lohaniensis
Bromheadia lohaniensis är en orkidéart som beskrevs av Kruiz. och De Vogel. Bromheadia lohaniensis ingår i släktet Bromheadia och familjen orkidéer. Inga underarter finns listade i Catalogue of Life.